# Шахісти (картина Ікінса)
«Шахісти» (англ. The Chess Players) — жанрова картина Томаса Ікінса.
Виконана у 1876 році олією на дерев'яній панелі. Її розміри: 29,8×42,6 см. Ікінс присвятив картину своєму батьку і підписав її латиною «BENJAMINI. EAKINS. FILIUS. PINXIT. '76» (син Бенджаміна Ікінса намалював).
Картина зберігається в Метрополітен-музеї у Нью-Йорку.

## Опис
Це невелика олійна картина на дерев'яній дошці, на якій зображено батька Ікінса Бенджаміна, який спостерігає за шаховим матчем. Два гравці — Бертран Гардель (ліворуч), літній вчитель французької мови, та дещо молодший Джордж Холмс, художник. Чоловіки перебувають у темній вікторіанській вітальні з дерев'яними панелями, якість світла вказує на пізній вечір. Гра йде повним ходом, оскільки багато фігур було знято з дошки. Холмс, молодший гравець, здається, виграє партію, оскільки він взяв ферзя свого суперника (верхня частина якого визирає з шухляди столу), а його власний чорний ферзь добре розташований в центрі дошки. Майкл Клеппер з Коледжу Франкліна і Маршалла зазначив: «Вибір Ікінса [шахів] і його обізнане ставлення до них свідчать про те, що він був знайомий з грою і цікавився нею, хоча прямих доказів цього, окрім картини, небагато».

## Галерея

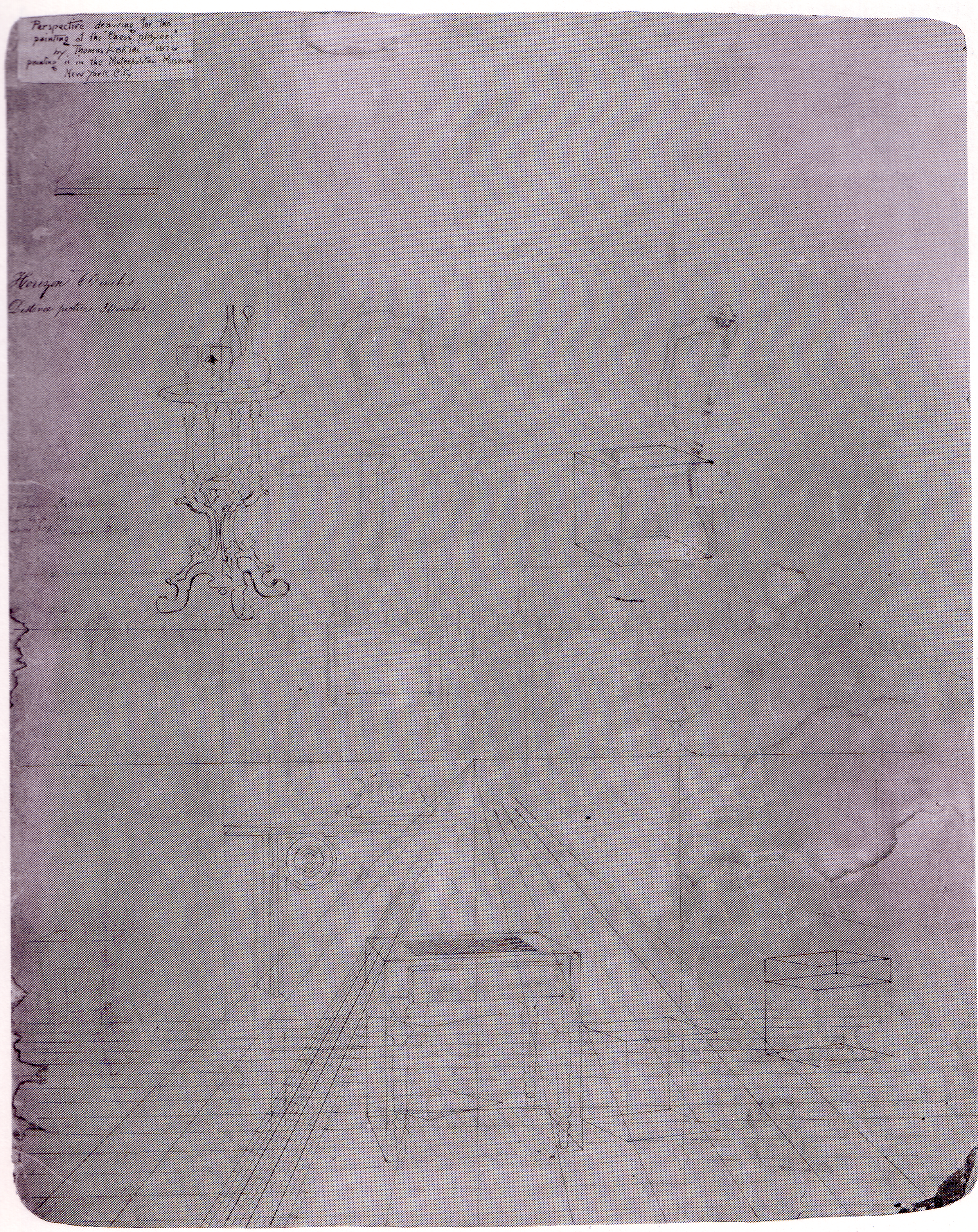
Авторський підготовчий малюнок
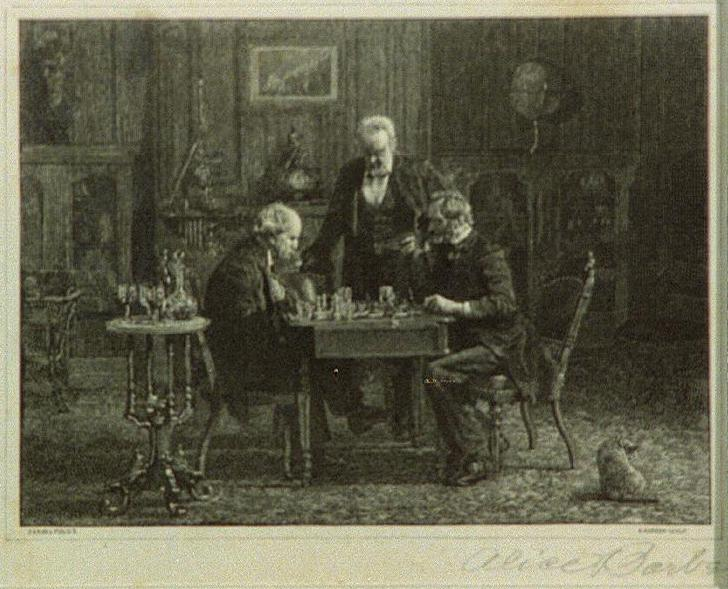
Виконана у 1880 році гравюра